# Grandpierre Attila
Grandpierre Attila (Budapest, 1951. július 4. –) magyar fizikus, csillagász. Nyugdíjazásáig a Magyar Tudományos Akadémia Konkoly Thege Csillagászati Kutatóintézetének tudományos főmunkatársa. Egyetemi doktor (1977, Eötvös Loránd Tudományegyetem Természettudományi Kar), a fizikai tudományok (csillagászat) kandidátusa (1984, Magyar Tudományos Akadémia), az MTA köztestületének tagja. A Budapest Klub Közösségi Tudatmezők nemzetközi kutatócsoportjának vezetője, a World Futures. The Journal of General Evolution, a Noetic Journal. The Journal of the Cosmology of Consciousness és az Euroquantology c. An Interdisciplinary Journal of Neuroscience and Quantum Physics nemzetközi tudományos folyóiratok szerkesztőbizottsági tagja. Fő kutatásai területei: a naptevékenység eredete, a Nap élő vagy élettelen természete, a Világegyetem élő természete, a fizika, a biológia és a pszichológia első elve, az élet komplexitási mérőszámai.
Zenész, énekes (a Vágtázó Halottkémek, Vágtázó Csodaszarvas és Vágtázó Életerő együttesek alapítója). Író, költő, a Magyar Írószövetség tagja.

## Életrajza

### Fiatalkora, tanulmányai

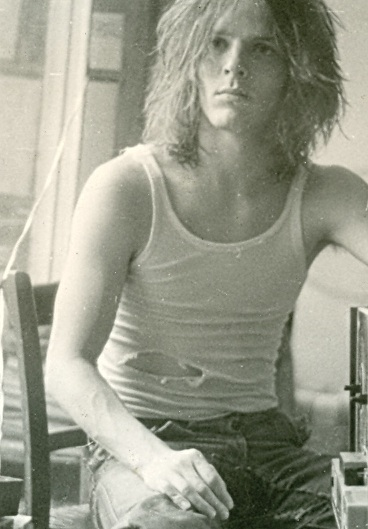
1981-ben

Grandpierre K. Endre és Rideg Erzsébet gyermekeként született. Természettudományos munkáiban az Attila, máshol az Atilla névalakot használja.
A középiskolát két gimnáziumban töltötte, mert az egyikből eltanácsolták, ezért az István gimnázium matematika tagozatáról a Fazekas gimnázium matek tagozatára került. Az Eötvös Loránd Tudományegyetem Természettudományi Kar (ELTE TTK) fizikus-csillagász szakán diplomázott 1974-ben, majd ugyanott doktorált 1977-ben. Kandidátusi fokozatot szerzett 1984-ben, az MTA Fizikai Osztályának Csillagászati ágán. Kilencvenkét oldalas disszertációját, melynek címe A flérjelenség konvekciós értelmezése 1983-ban adta be.

### Tudományos munkássága
1983-ban négy hónapig a bjurakani csillagvizsgálóban dolgozott Viktor Hambarcumján akadémikus mellett. 1994–1998 között a Budapest Klub Közösségi Tudatmezők nemzetközi kutatócsoportjában egy huszonhat tagú csoportnak volt a vezetője László Ervin professzor munkatársaként.
Nemzetközi tudományos folyóiratok szerkesztőbizottsági tagja. Megszervezte az „Astronomy and Civilization” című nemzetközi tudományos konferenciát, amelynek Budapest adott otthont 2009-ben. A zene kozmikus jelentőségének felismerése, valamint Bauer Ervin elméleti biológiája tudományos alkotómunkájának két fő meghatározója. 2011-ben fél éven át a kaliforniai Chapman Egyetem vendégprofesszoraként több publikációja is megjelent, például Menas Kafatossal közösen. Itt kutatási tervei alapján vizsgálták az élet lényegét és az élet matematikai megközelítését, amelynek célja, hogy a matematika, a zene, Bauer elméleti biológiája és a kvantumfizika kapcsolata alapján kidolgozzák az élet lényegének matematikai-fizikai leírását.
Korábban MTA Csillagászati Kutatóintézetének tudományos főmunkatársa.
Kimutatta, hogy a csillagáramlások a hangsebességnél robbanásosan állnak le, a bolygók árapályereje nukleáris instabilitást okoz a Nap magjában, a flerkitörések a csillagok magjából indulnak, valamint, hogy a Nap és a világegyetem élő természetű. A New Scientistben (a 2007. január 25-i szám 12. oldalán) egész oldalas cikk ismerteti az jégkorszakok eredetének a Nap magjának hőmérséklet-változásaival kapcsolatos új modelljét Grandpierre elmélete és Robert Ehrlich (az amerikai George Mason Egyetem professzora) ezen alapuló számításai alapján. Felfedezte, hogy a biológia alapelve a legkisebb hatás elve általánosabb alakjaként, a legnagyobb hatás elveként fogalmazható meg. A legkisebb hatás elve a biológiát megalapozó legnagyobb hatás elvéből a végpontválasztás képességének nullához tartásakor adódik.

#### Fő természettudományos kutatási területei
A naptevékenység eredete, a Nap élő vagy élettelen természete, a világegyetem élő természete, komplexitás-elmélet, nemegyensúlyi termodinamika, elméleti biológia, a fizika, a biológia és a pszichológia első elvének egységes elmélete, az élet komplexitási mérőszámainak elmélete, a természettudomány egységes elméletének megalapozása, az ember és a világegyetem kapcsolatának kutatása. Ezekben a témákban több mint 350 tanulmánya és hat könyve jelent meg.

#### Fő őstörténelmi kutatási területei
„Minden, ami él, mágikus törvények uralma alatt áll, mert nemcsak képes az önirányításra, de képes elérni önmaga legteljesebb kifejlődését.”

– Grandpierre Attila

A Kárpát-medence és az eurázsiai síkság népeinek őstörténelme, műveltségtörténelme, az emberiség őstörténelme, az őskor tudománya, filozófiája, művészete, a „mágikus gondolkodás” (Grandpierre K. Endre által megalkotott és feltárt) fogalma és kutatása, a mágusok szerepe az őstörténelemben, a székelyek őstörténelme, ősi ünnepeink feltárása, társadalomelmélet, az őskor és az ókor oktatási rendszerei. Ezekben a témákban több, mint ötven tanulmánya, és öt könyve jelent meg, melyek megíráshoz a témakör irodalmát használja fel, ami túlnyomó részt angol nyelvű szakirodalmat jelent.
Tagja a Zürichi Magyarok Történelmi Egyesületének (ZMTE).

## Írott munkái

### Szépirodalmi művek
- Grandpierre Attila.szerk.: Madarász Szilvia: A mindenség őrjítő varázsa - agyrakéták - a Vágtázó Halottkémek szövegeivel/ Tudati utazás jelentágulás a semmi a valami és a végtelen körvonalaitól befelé. Seneca Kiadó (1994)
- Grandpierre Attila. Emeletes mesehajó – Eleven versfa/Elmeutazás a csillagerőhöz. A Vágtázó Halottkémek szövegeivel. Lazi Bt. (2000). ISBN 963-9227-25-0[Mj. 1]
- Grandpierre Károly, Dr. Grandpierre (Bod) Károly,  ifj. Grandpierre Károly, Grandpierre K. Endre, Grandpierre Károly, Grandpierre Atilla.szerk.: Kőszegi Renáta: Apám szíve dobog bennem – Válogatás a Grandpierre-család verseiből. Titokfejtő Könyvkiadó Kft. (2013). ISBN 9789637707056
  - Versei Grandpierre Atilla név alatt jelentek meg a kötetben:[35][36]
    - A Mindenség a vers és a valóság
    - Vers-rádió
    - Varázslóvá varázsoló
    - Új világkorszakot akarok!
    - Figyelek
    - Emberélet
    - Üdvözlés
    - Álombeli fogadás
    - Életvágy
    - Kapcsolatteremtési kísérlet
    - Az ember és az őserő
    - Ha kedves az életed
    - Az ismeretlen szerelme
    - Valamilyen sors közepén
    - Az élet illata
    - A halál titka
    - Apám szíve dobog bennem

### Ismeretterjesztő művek
Több mint háromszáz természetfilozófiai írása, tanulmánya jelent meg olyan magyar folyóiratokban mint a Harmadik Szem (A Hold titokzatos –1996/1; A Kozmosz biológiai hatásai – 1996 január-szeptember), a Természetgyógyász Magazin (A bioelektromosság tudományának eredményei – 1998 február; A lélek és az elektromágnesesség – 1998 április; Ember és Világegyetem – 1998 június; Társas hatás – 1998 július, A Hold titokzatos ereje; Az átfogó kultúra világmozgalma; Önazonosságunk lényege: a természeti én; stb.) és az Új Elixír Magazin Továbbá rendszeresen ír a KAPU magazinba is, ahol rovatvezető is egyben.

#### Történelmi tárgyú művek

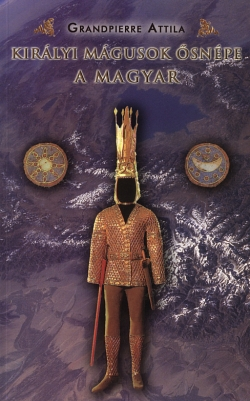
A Királyi mágusok ősnépe a magyar című könyv borítója

- Grandpierre Attila.szerk.: Jordán Gergely: Karácsony, Fekete-fehér illusztrációkkal., Barrus Kft.. ISBN 963-867-254-4 (2006)
  - Grandpierre Attila.szerk.: Jordán Gergely: Karácsony, Fekete-fehér illusztrációkkal., Barrus Kft.. ISBN 978-963-9755-12-3 (2011)
- Grandpierre Attila. Királyi mágusok ősnépe: a magyar, Színes és fekete-fehér fotókkal., Budapest: HUN-idea Szellemi Hagyományőrző Egyház. ISBN 978-963-7014-25-3 (2007)
  - Grandpierre Attila. Királyi mágusok ősnépe: a magyar, Színes és fekete-fehér fotókkal., Budapest: Titokfejtő Könyvkiadó. ISBN 978-963-7014-25-3 (2015)
- Grandpierre K. Endre, Grandpierre Attila.szerk.: Szondi György, Bognár Antal: Atilla és a hunok, Fekete-fehér és színes fotókkal, ábrákkal illusztrálva. Angol és orosz nyelvű összefoglalóval., Budapest: Napkút Kiadó. ISBN 963-8478-40-3 (2009)
- Orbán Dezső, Grandpierre Attila. Fejezetek a székelység őstörténetéből, Fekete-fehér fotókkal., Budapest: Kárpátia Műhely. ISBN 978-963-88466-2-4 (2009)
- Grandpierre Atilla.szerk.: Patrubány Miklós, Pápai Szabó György: Kisenciklopédia 9. – Grandpierre K. Endre emlékezete (1916-2003), Néhány fekete-fehér fotóval. A Magyarságtudományi Füzetek 9. száma, HUN-idea Szellemi Hagyományőrző Egyház. ISBN 978-963-7014-52-9 (2010)
- Grandpierre K. Endre, Grandpierre Atilla (javítás, kiegészítés).szerk.: Barcsik Géza, Wöller Ádám Dávid: A magyarok Istenének elrablása, 3. javított kiadás, Budapest: Titokfejtő Kiadó. ISBN 978-963-7707-06-3 (2015)
- Grandpierre K. Endre, Blaskovics József, Grandpierre Atilla. Tárih-i Üngürüsz – A magyarok ősgesztája, Néhány fekete-fehér illusztrációval, fotóval., Budapest: Angyali Menedék Kiadó. ISBN 978-6155-647-33-8 (2017)
  - Grandpierre K. Endre, Blaskovics József, Grandpierre Atilla. Tárih-i Üngürüsz – A magyarok ősgesztája, Néhány fekete-fehér illusztrációval, fotóval., Budapest: Angyali Menedék Kiadó. ISBN 978-6155-647-33-8 (2018)
- Grandpierre Atilla. Ősi Magyarország – A Kárpát-medence és a Selyemút népeinek felemelkedése. Titokfejtő Könyvkiadó. ISBN 9789637707117 (2019)
- Grandpierre Atilla.szerk.: Grandpierre Atilla: A Selyemút őstörténete és a magyarság szerepe Eurázsiában – Milyen volt az ősi Magyarország? 12 tudomány legújabb eredményeinek alapján - az átfogó, posztmodern tudomány, Színes térképekkel illusztrálva. A térképeket Faragó Imre térképész alaptérképeinek felhasználásával Grandpierre Attila szerkesztette. A képeket készítette, illetve javította Havancsák Gyula.. ISBN 978-963-7707-12-4 (2021)

#### Természetfilozófiai művek
- Brassó Gábor, et al.szerk.: Végvári József: "Kiálts Telyes Torokal" – Képek és írások Pap Gábor művészettörténész 60. születésnapjára, Grandpierre Attila: A magyar kultúrkör népeinek felfogása az élő Világegyetemről című írását tartalmazza. Fekete-fehér és színes fotókkal, ábrákkal., Polar Alapítvány. ISBN 963-00-5286-5 (2000)
- Grandpierre Attila.szerk.: K. Vladár Edit: Az élő Világegyetem könyve, Néhány fekete-fehér illusztrációval., Heti Válasz Lap- és Könyvkiadó Kft.. ISBN 963-8625-98-8 (2002)
  - Grandpierre Attila.szerk.: Wöller Ádám Dávid: Az élő Világegyetem könyve, Újragondolt, átdolgozott kiadás. Néhány fekete-fehér ábrával illusztrálva., Titokfejtő Lap- és Könyvkiadó. ISBN 978-963-7707-02-5 (2012)
  - Grandpierre Attila.szerk.: Wöller Ádám Dávid: Az élő Világegyetem könyve, Újragondolt, átdolgozott kiadás. Néhány fekete-fehér ábrával illusztrálva., Titokfejtő Lap- és Könyvkiadó. ISBN 978-963-7707-10-0 (2012)
  - Grandpierre Atilla. Az élő Világegyetem könyve. Titokfejtő Kiadó. ISBN 9789637707100 (2017)[43]
- Grandpierre Attila.szerk.: Jordán Gergely: Életünk és a Mindenséget átható rend. Barrus Könyvkiadó. ISBN 963-214-584-4 (2004)[44]
- Grandpierre Attila. A lélek halhatatlansága. Barrus Könyvkiadó. ISBN 963-867-250-1 (2005)
  - Grandpierre Attila. A lélek halhatatlansága. Barrus Könyvkiadó. ISBN 978-963-9755-02-4
- Anna-Teresa Tymieniecka, Attila Grandpierre.szerk.: Anna-Teresa Tymieniecka,  Attila Grandpierre: Astronomy and Civilization in the New Enlightenment – Passions of the Skies. Springer (2011)[20]
- Grandpierre Atilla. Héliosz – A Nap és az élet új nézőpontból, Néhány fekete-fehér fotóval, Barrus Könyvkiadó. ISBN 978-963-7707-08-7 (2015)

### Fontosabb cikkei
- Grandpierre, A. 2024, The epoch-making importance of Ervin Bauer's theoretical biology. BioSystems 238: 105179[45]
- Grandpierre, A. 2023a, Generalization of Quantum Theory into Biology (Process-Philosophical Perspectives on Biology: Intuiting Life, ed. Spyridon Koutroufinis. Cambridge Scholars Publishing, 149-174).[46]
- Grandpierre, A. 2023b, The Cosmic Life Instinct Shows the Way for the Healthy Civilization. in: Towards a Philosophy of Cosmic Life – New Discussions and Interdisciplinary Views (book chapter; Springer, 35-67).[47]
- Grandpierre, A. 2022, Limits to Growth and the Philosophy of Life-Centred Economics. World Futures[48]
- Grandpierre, A. 2022, Extending Whiteheadian Organic Cosmology to a Comprehensive Science of Nature (Chapter 2 in Process Cosmology: New Integrations in Science and Philosophy, in the new “Palgrave Perspectives in Process Philosophy” series, ed. Andrew M. Davis, 59-91.[49]
- Grandpierre, A. 2021, Cosmic Roots of Human Nature and Our Culturally Conditioned Self-Image. In: International Communication of Chinese Culture. Spectra of Cultural Understanding 8: 47–63.[50]

### Írásban megjelent további művei, alkotásai
A Polisz folyóirat 2011 áprilisi számában a következő versei jelentek meg: Ének a Napistenhez, A felhõk szertartása, Ha kedves az életed, Csillagot érzek! Körbeérõ végtelen.

### Szerkesztőbizottsági tagságai
Magyar és nemzetközi tudományos folyóiratok szerkesztőbizottsági tagja a World Futures. The Journal of General Evolution, a Noetic Journal. An interdisciplinary scientific journal of the cosmology of consciousness és a Neuroquantology. An Interdisciplinary Journal of Neuroscience and Quantum Physics folyóiratoknál, valamint rovatvezető a KAPU, az értelmiség magyar folyóirata szerkesztőségében.

## Zenei tevékenysége
„A zene hatására kiemelkedhetünk egyéni világunk kereteiből, minden érzést átélhetünk, az érzések teljességét, az érzésvilágokat önmagukért és önmagukban, mint a világ elemi egységeit, s a korlátlan számú érzésvilág összhangját átélve társakat találunk legszemélyesebb érzéseinkhez, felismerjük, hogy felfedezetlen sorsközösségben élünk egymással.”

– Grandpierre Attila: A punk-zene, mint a sámánisztikus népzene újraéledése (Jó Világ, bölcsész-antológia, 1983)

### A Vágtázó Halottkémek

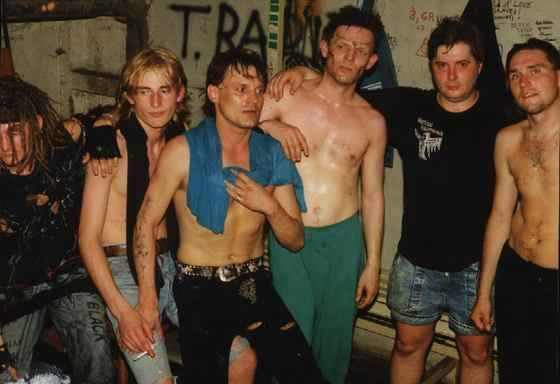
1991-ben a Vágtázó Halottkémek tagjaival. Balról jobbra: Balatoni Endre, Sidoó Attila, Soós Lajos, Grandpierre Atilla, Ipacs László és Németh László

Grandpierre Atilla már hétévesen kijelentette, hogy énekes lesz. Mivel ötéves korában kifejtette, hogy neki csillagásznak kell lennie, mert a Nappal kell foglalkoznia, szülei megkérdezték, hogy akkor mégis melyik lesz. Azt felelte, hogy mindkettő. Bár a későbbi évek során ezeket a kijelentéseket elfelejtette, végül mégis mindkettő megvalósult.
Kamaszkorától fogva keleties, müezzin-énekekre, valamint ősi mondókákra emlékeztető, rendkívüli erejű zenék születtek benne, minden külső befolyástól függetlenül. Ez ötvöződött benne édesapja szellemiségével. 1974-ben fedezte fel a közép-ázsiai, Mongóliában fennmaradt ősi népzenét. Ezeket, valamint különleges zenei gyűjteményét, alapvetően új világfelfogását, egyedi látókörét és szintén egyedi zeneértelmezését megosztotta baráti társaságával (Ipacs Lászlóval, Czakó Sándorral és Molnár Györggyel), s velük 1975-ben megalapította a Vágtázó Halottkémek nevű együttest. Célja, és így a zenekar célja is – többek között – az volt, hogy a világ legjobb és legvadabb zenekarát hozzák létre.
A hetvenes évek végén és a nyolcvanas évek elején a zenekar tagjait, köztük Grandpierre-t is zaklatta az akkori rendőrség. Őt első számú közellenségként is emlegették. Az 1999-ben kiadott Naptánc című album után a zenekarban megromlott hangulat miatt kilépett a zenekarból. 2001-ben a Vágtázó Halottkémek végül fel is oszlott, ám 2009-ben újjáalakult, 2012 decemberében pedig új lemezt is kiadtak Veled haraptat csillagot! címmel. Barcsik Géza szerint a lemez nagyon friss és erős, a VHK korai, sokak számára legfontosabb időszakát idézi.

#### Lemezek
- 1988 – A Halál móresre tanítása[62]
- 1990 – A világösztön kiugrasztása[62]
- 1992 – A Semmi Kapuin Dörömbölve[62]
- 1994 – Óriás tér![62]
- 1997 – Az Éden visszahódítása, 1. rész[62]
- 1998 – Az Éden visszahódítása, 2. rész[62]
- 1999 – Naptánc[63]
- 2012 – Veled haraptat csillagot[64]
- 2017 − A lélek mélyén[65]
- 2019 – Életzuhatag[59]
- 2025 – Fellázad a semmibevett Öröklét

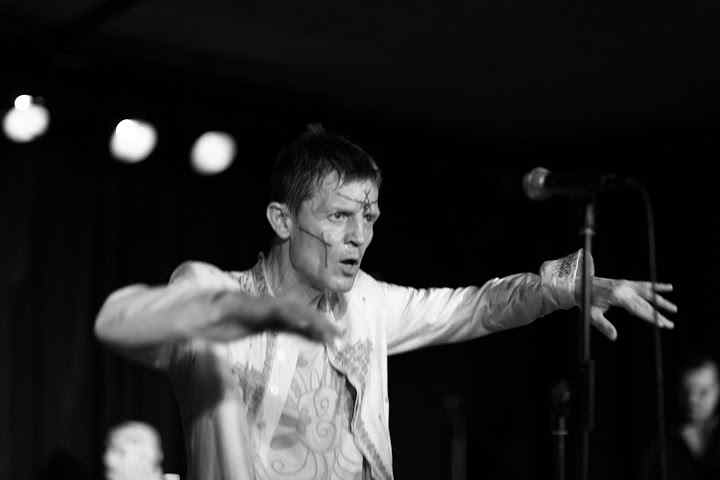
A Vágtázó Csodaszarvas koncertjén 2011. szeptember 7-én

### A Vágtázó Csodaszarvas
Az együttesből való kilépése után pár évvel, 2005-ben Grandpierre létrehozta a Vágtázó Csodaszarvas nevű együttest, amelyben visszatérhetett eredeti zenekartervéhez, hogy olyan együttest hozzon létre, amely az ősi, mágikus népzenéhez még közelebbi zenéket ősi népi hangszereken szólaltatja meg.

#### Lemezek
- 2006 – Tiszta forrás (aranylemez[69])[70]
- 2008 – Végtelen Ázsia! (aranylemez[71])[72]
- 2011 – Csillaglovaglás[73]
- 2017 – Örömtüzek a világ tetején[74]

### Vágtázó Életerő (2009–)
Grandpierre 2008 végén bejelentette, hogy 2009-re újra összeáll a Vágtázó Halottkémek Vágtázó Életerő néven. 2009. április 25-én a Petőfi Csarnokban tartottak koncertet, majd egy koncertsorozat keretén belül Fekete Zaj fesztiválon, a Dürer Kertben, az A38-on, április végén pedig a Pécsi Egyetemi Napokon. 2009-ben, Forgószél! címen megjelent lemezükön a koncerteken felvett dalok hallhatóak:
1. Forgószél / Whirlwind – A38
2. Távoli világok / Distant Worlds
3. Élő világegyetem (2009-es változat) / Living Universe – Petőfi Csarnok
4. Örökkévalóság (2009-es változat) / Eternity – Petőfi Csarnok
5. Fénysuhamlás (2009-es változat) / Gliding Light – A38
6. Hunok csatája (2009-es változat) / Battle of the Huns – A38
7. Halló, mindenség! (2009-es változat) / Hallo, Universe! – Petőfi Csarnok
8. Holdvilág / Moonlight– A38, stúdió

Grandpierre mellett, a tagok az alábbi zenészekből adódtak össze:
- Balatoni Endre „Boli” – üstdobok, ütőhangszerek, torokhangok[Mj. 3]
- Mestyán Ádám – basszusgitár, torokhangok
- Molnár Lajos Lujó – gitár
- Németh László „Fritz” – gitár, torokhangok
- Szabó Kristóf – dobok, torokhangok
- Soós Lajos „Szónusz” – basszusgitár, hegedű torokhangok

## Megjelenései

### Előadássorozatok
2004 és 2008 között többször tartott előadást a Filozófiai Vitakör által megrendezett előadásokon:
- 2004. március 25. (MOM Park): Dialógus a hunokról (Detre Csabával)[77]
- 2004. május 18. (XII. kerületi Művelődési Központ): Attila és a hunok – Kolozsvári Grandpierre Endre munkássága és szellemi öröksége[77]
- 2006. február 16.: Dinamikus jelenségek a Nap magjában[77]

Részt vett az Életfa Kulturális Alapítvány két rendezvényén:
- 2004. május 19.: Az élő Világegyetem és a Mindenséget átható rend[78]
- 2006. november 2.: Az élő világegyetem a szkíta-magyar kultúrkör népeinek felfogásában – A legújabb tudományos eredmények és az őstudás[78]

A Magyarok VII. Világkongresszusán is tartott előadásokat:
- 2008. augusztus 17.: Az emberiség történelmének kulcsszereplői: az ősi mágusok tudományos-vallásos világképe (II. Őstörténeti konferencia – Hitvilág, Mítoszok, Legendák szekció)[79]
- 2008. augusztus 19.: A magyar világkép a jövőépítés alapja (A fény üzenete kulturális konferencia)[80]

2010. szeptember 13-án, október 11-én, november 8-án és december 6-án a Magyarok Világszövetsége megrendezésében saját, négyrészes előadás-sorozatot tartott Magyarság és Mindenség Magyar szemmel a Világegyetemről, az életről, az emberről, a magyarságról:
- 1. rész (szeptember 13.): A magyarság és a Mindenség közös lényege. A Mindenség végső titkai. A világrejtély a legelemibb kérdéseknél kezdődik. Milyen kapcsolat áll fenn a magyarság és a Mindenség között? Az ősi magyarság mibenléte. Magyarság és emberrévállás. Ősi magyar jelképek. Az ősi magyar világlátás és az ókori Kelet. Nemzeti jelképeink kozmikus értelme. A Mindenség üzenete a magyarság számára.[81]
- 2. rész (október 11.): Az ősi magyar világlátás lényege. Sejtjeink világa. Hány sejtből áll a szervezetünk? Hogyan működnek együtt a sejtjeink? Milyen kapcsolat áll fenn sejtjeink és a Mindenség között? Miért létezik átöröklés? Miféle értelemmel bírnak a sejtjeink? A mikrokozmosz és a makrokozmosz kapcsolata. Sejtjeink üzenete a magyarság számára.[81]
- 3. rész (november 8.): A magyarok Istene. A Világegyetem legnagyobb csodája: az élet. Az élet vallása. Az élet a mágikus világlátás központja. Az élet mágikus erői. Az élet lényegének felfedezése és üzenete a mai magyarság számára.[81]
- 4. rész (december 6.): A Mindenség egyedülállóan csodálatos képességei. A természettörvények és a kozmikus értelem. Világító erő a Mindenség magjából. Az ősi magyar tudomány és művészet. Hogyan törhetünk ki szellemi korlátainkból? A Mindenség üzenete a mai magyarság számára.[81]

#### Fontosabb előadásai
„Az Élő Világegyetem azt mondja, hogy a legnagyobb kiteljesedés felé, a legnagyobb alkotóerő kibontakozásával, a legmagasabb virágzás felé kell haladnod.”

– Grandpierre Attila: A fény születése

- 2008. 

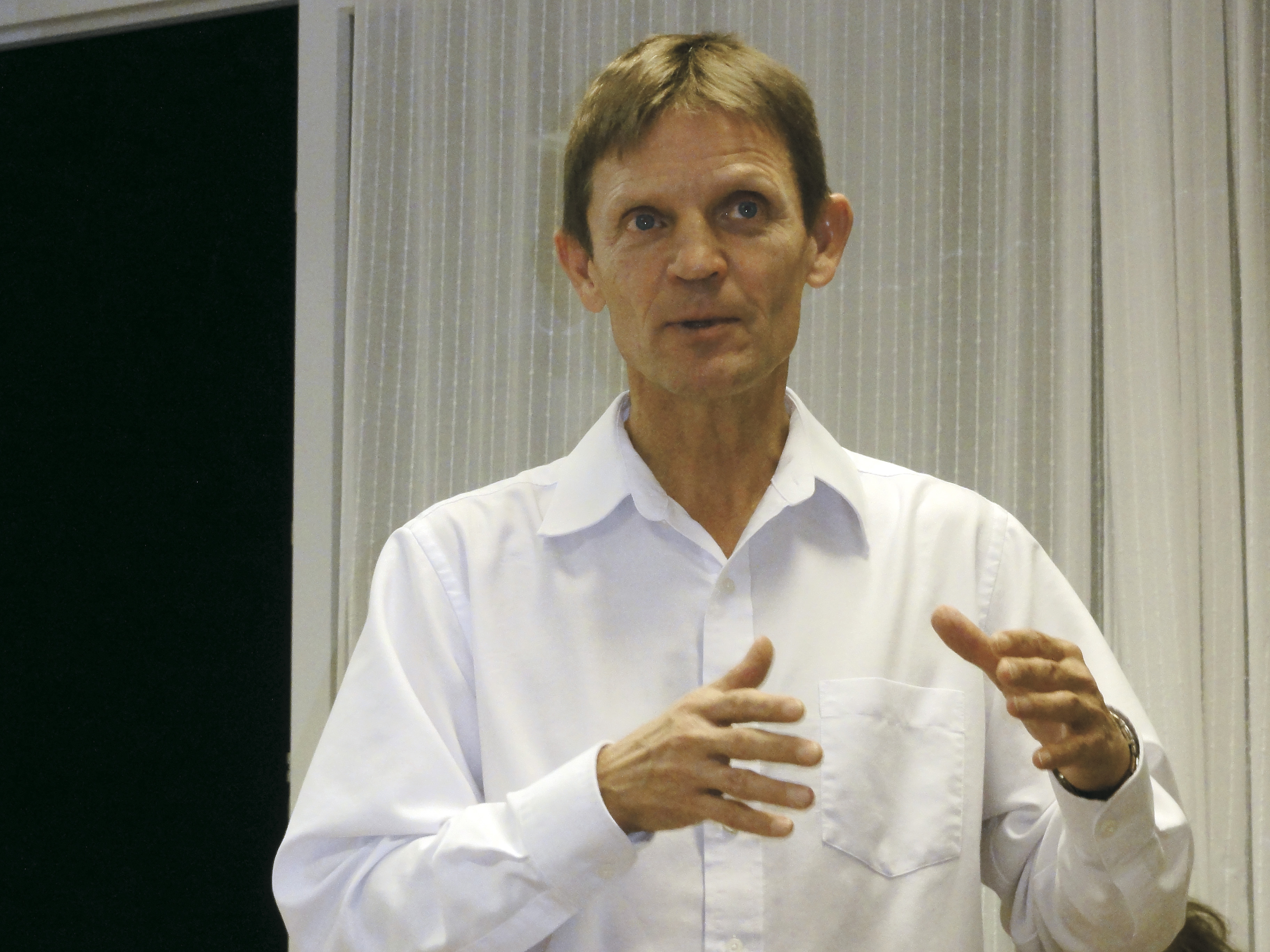
Az élet titka – magyarok az élet titkának nyomában című előadásán

  - március 8. (Budakalászi Faluház): "Nap királyság mágusai" (Tarsolyosok IX. és X. Országos Találkozóján)[83]
  - szeptember 6. (Szekszárd, Béla király tér): A székelyek eredete[84]
  - október 17. (Sopron, Gyermek- és Ifjúsági Központ): Önazonosságunk helyreállítása – testi én és világén (IX. Soproni Mentálhigiénés Napok)[85]
  - október 18. (Izsák): A magyar őstörténet és a mágusok[86]
  - március 29. (Tabán mozi): Az élet lehelete: céllal, céltalanul? (a Világokon át – Barangolás a metafizika birodalmában sorozat egyes részeinek mélyebb elemzésének céljából létrehozott szemináriumán)[87]
- 2009.
  - augusztus 6. (Verőce, Csattogóvölgy): A székelyek eredete és őshonossága (IX. Magyar Sziget 3. napján)[88]
  - október 21. (Dombóvár): A magyar népzene ősrétegei[89]
  - december 1. (Tahitótfalu): A népmese igazsága, avagy miért eszik parazsat a paripa? – a karácsony gondolatának megjelenése a népmesében[90]
  - október 29. (Nagykáta): Székely koronázási szertartás. A székely kiváltságok jelentősége a magyarság jövőjére[91]
  - december 6. (Villányi út 11-13.): A világegyetem spirituális és tudományos felfogása[92]
- 2010. 
  - január 29. (Tab): Szent-Györgyi Albert és az élet lényege[93]
  - május 2. (Velence): Az ősi magyar népzene újjászületése (III. Velencei-tavi Hal-, Vad-, Bor- és Pálinkafesztivál)[Mj. 4][94]
  - május 15. (Zichy Park Hotel): Boldogság: az emberi világtörvény (Selfness Harmónia Napok III.)[95][89]
  - december 7. (Gyöngyös): A Mindenség és a magyarság kapcsolata. A Mindenség végső titkai[96]
  - december 13. (Algyő): Hogyan készüljünk Karácsony ünnepére?[89] (Karácsony című könyve alapján[97])
  - december 14. (Békés, Városi Kultúrális Központ): Karácsony a magyar ősvallásban (A „Hazatalálás” előadássorozat keretében)[98]
- 2011. 
  - augusztus 19. (Szatmárnémeti, EMNT székhelye): Alkotmányunk és az őstörténet[99]
  - szeptember 5. (Budapest, Farkasréti Általános Iskola): Az élet titka – magyarok az élet titkának nyomában. (Beszámoló féléves kutatóútjáról Kaliforniában)[100]
  - szeptember 28. (Budapest, Farkasréti Általános Iskola): A szkíta-hun-magyar azonosság és jelentősége gondolkodásmódunk számára[100]
- 2012. 
  - december 3. (Pécs, Tudásközpont): Karácsony – könyvbemutató[101]
  - december 5. (Nyíregyháza, Városmajori Művelődési Ház: Atilla és a hunok[89]
  - december 10. (Budapest, Két Hollós Könyvesbolt): Az Élő Világegyetem Könyve – könyvbemutató[102]
  - december 17. (Biatorbágy, Faluház): A Fény születése[82]

- 2013. 
  - január 14. (Kecskemét, Hírös MAG): Az Élő Világegyetem Könyve – könyvbemutató[103]

- - április 18. (Pécs, Tudásközpont): Az élő Világegyetem[104]
  - április 6. (Érsekújvár, a KLIK FEST szervezésében): A magyarság őstörténete, ősi világlátása és a zene kozmikus varázsereje[105]
  - április 19. (Miskolc, Földes Gimnázium): Az élő Világegyetem és a magyarság jövője[106]
  - május 24. (Budapest, III. Magyar Világtalálkozó, Világfalu – Budapest, SYMA Rendezvényközpont): Élő Világegyetem[107]
  - május 30. (Veszprém, Városi Művelődési Központ): Az élő Világegyetem[108]
  - augusztus 16. (Magyarok Országos Gyűlése, Apajpuszta, Magyarok Istene sátor): Az Élő Világegyetem és a magyarság jövője[109]

### Műsorokban, filmekben

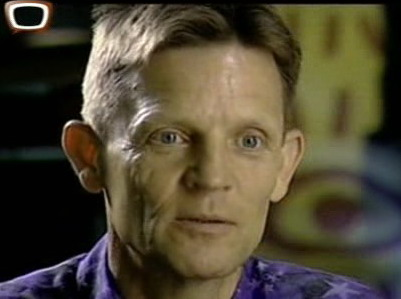
A Privát rocktörténet című műsorban

2004-ben többedmagával közreműködőként szerepelt az 1999-ben induló Világokon át – Barangolás a metafizika birodalmában sorozat Az élet lehelete: céllal, céltalanul? című részében, ahol a pusztán materialisztikus szemlélet beszűkítő hatásáról beszél Az epizódban megszólaltatott további személyek Tóth Tibor informatikus professzor doktor, Dúl Antal teológus, Paulinyi Tamás para-kutató és Mireisz László filozófus voltak
Feltűnt játékfilmekben is. Ezek közül a legismertebb a Bódy Gábor rendezte Kutya éji dala, amelyben a Csillagászt alakította és 1983-ban mutattak be. 1985-ben a Noah Delta 2, 1990-ben pedig a Ne törődj velem című filmben.
Riportalanyként volt látható a Filmmúzeum csatorna által készített (szerkesztő: Gellért Gábor) Privát rocktörténet című sorozat 47. részében, amelyben a Vágtázó Halottkémek együttes történetét mutatták be. A Duna TV 2009. január 17-én mutatta be az első részét az Őstitkaink című történeti magazinnak. Grandpierre a sorozat több részében is látható. Ezek közül az egyik legismertebb a tatárlakai leletről szóló beszélgetés.
2011 novemberében szerepelt a Valaki című műsorsorozatban a Magyar Televízión.
A Vágtázó Halottkémek együttesről készült VHK – Akik móresre tanították a halált című zenés dokumentumfilmben szintén riportalanyként és archív felvételeken is látható a zenekar több tagjával együtt.
2013-ban a róla készült portréfilm bekerült Magyarország Videós Arcképcsarnokába. 2015-ben a Kossuth Rádió Arcvonások című műsorában szerepelt mint a műsor riportalanya.

### Együtteseinek jelentősebb fellépésein

#### 2005. december – 2011 szeptember között[124]
- 2005. december 5. (Budapest Petőfi Csarnok): – A Vágtázó Csodaszarvas legelső koncertje, valamint a Tiszta forrás lemez felvételei erről a koncertről készültek.
- 2009. február 6. (Sopron, Liszt Ferenc Konferencia- és Kulturális Központ):A Vágtázó Csodaszarvas Végtelen Ázsia! lemezbemutató koncertje.
- 2009. augusztus 27. (Hajdúböszörmény): Vágtázó Csodaszarvas koncert az Országos Főépítész Konferencián
- 2010. február 5. (Dürer Kert): A Vágtázó Életerő Vágtázó Halottkémeket idéző Forgószél című lemezbemutató koncertje
- 2010. április 9. (A38 Hajó): Vágtázó Csodaszarvas koncert, valamint aranylemez-átadás és lemezfelvétel
- 2010. szeptember 5. (West Balkán): Vágtázó Életerő és Jello Biafra and the Guantanamo School of Medicine koncert
- 2010. december 17. (A38 hajó) A Vágtázó Csodaszarvas Csillaglovaglás című lemezének élő lemezfelvétele
- 2011. szeptember 9. Különleges Csillaglovaglás koncert Thomas Gundermann (marokkói duda) és Kobza Vajk (pengetős hangszerek) közreműködésével
- 2011. szeptember 10. (Békéscsaba): Lemezbemutató (Csillaglovaglás) koncert az V. Bioritmus Fesztiválon

#### 2011 decemberétől –
- 2011. december 23. (A38 hajó): Karácsonyi, lemezbemutató nagykoncert (Vágtázó Csodaszarvas) vendégek: Dr. Hoppál Mihály (az Európai Folklór Intézet igazgatója) és a Fanfara Komplexa.[125]
- 2012. január 25. (Dürer Kert): Vágtázó Csodaszarvas koncert[126]
- 2012. április 28. (Komárom, Monostori Erőd) Vágtázó Csodaszarvas koncert – a MediaWave Fesztivál keretén belül[127]
- 2012. május 4. (Fonó): Vágtázó Csodaszarvas koncert[128]
- 2012. május 5. (Klebelsberg Kultúrkúria): Vágtázó Csodaszarvas koncert[129]

## Kritikák

### Tudományos munkásságáról
A Magyar Királyi Hírlapon, a tatárlakai korongról készült műsor bemutatásának bevezetőjében a szerző jellemzése szerint Grandpierre Attila „egyik fontos szellemi vezetője nemzetünknek, mivel értékes kutatásokkal és könyvekkel gazdagította a magyarság történelmét és tudásanyagát.”

### Zeneiségéről
| „             | Grandpierre a Vágtázó Halottkémek 26 éve alatt a kortárs magyar zene ikonjává vált. | ” |
| – Dudich Ákos |                                                                                     |   |

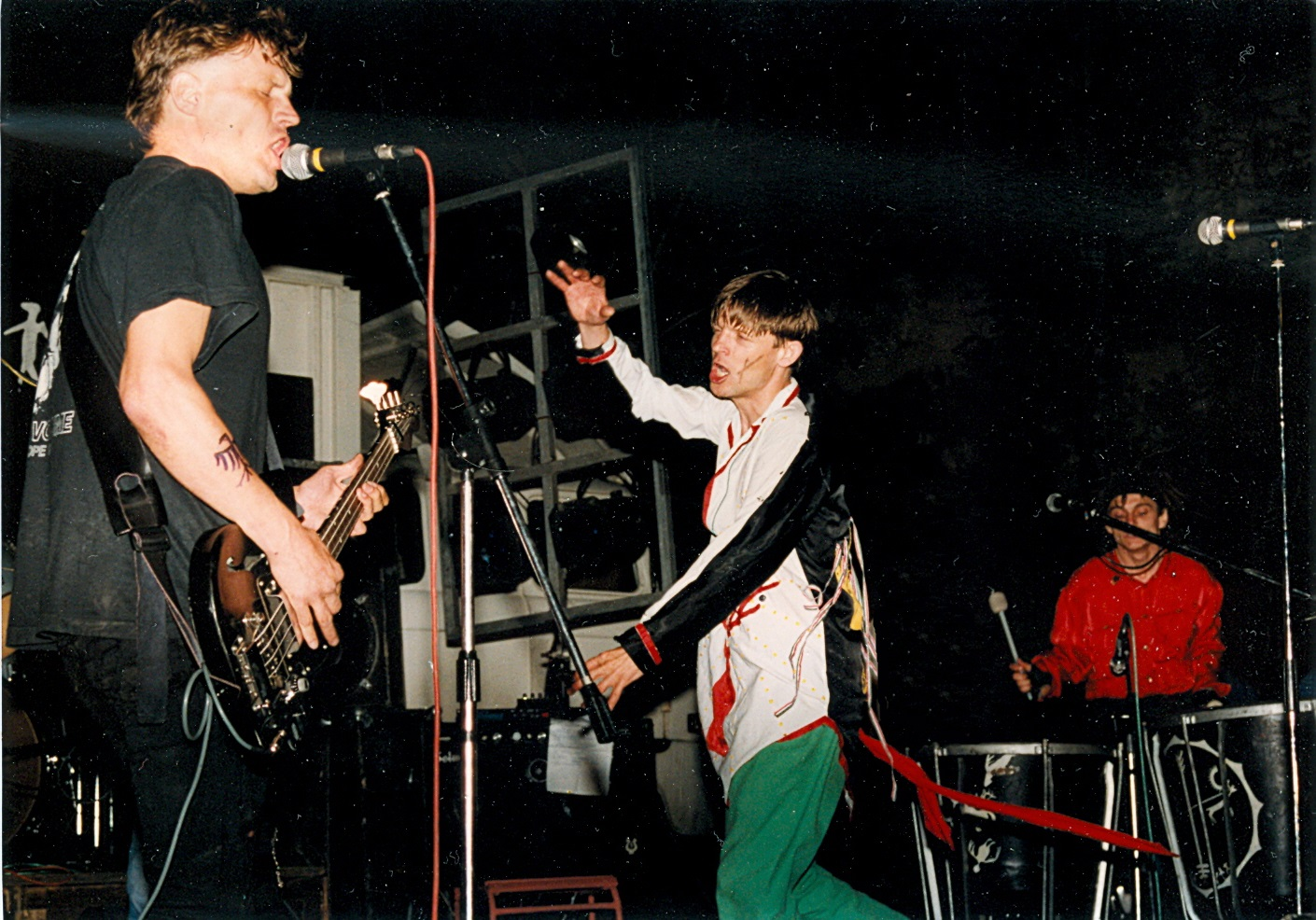
A Vágtázó Halottkémek egyik 1987-es fellépése. Balról jobbra: Soós Lajos, Grandpierre Attila és Balatoni Endre

A Magyar Nemzet Vágtázó dallamok ereje című cikkének szerzője szerint Grandpierre mindig lélekből énekel. Elveszíti önmagát a színpadon, hagyja, hogy eszközzé váljon a zene kezében, s annak üzenetét közvetítse. Szintén egy, a Magyar Nemzetben megjelenő kritikában olvasható, hogy szerzője Grandpierre Attilát leginkább táltosnak nevezné.
Kerényi Tamás cikkében úgy fogalmaz Grandpierre-ről, hogy „személyében egy olyan énekest láthat a közönség, aki szuggesztív előadásmódjával valósággal megőrjítette hallgatóságát.” 2007 februárjában a MetalNews a Tiszta forrás című lemez megjelenésével kapcsolatos írásának szerzője szerint Grandpierre Atilla volt maga a Vágtázó Halottkémek. A Diplomacy and Trade magazin 2009. július 24-én megjelent, Hungary is the Cradle of Folk Music című írásában Réka A. Francisck kijelenti, hogy Grandpierre Atilla egyike a magyar néphagyományokat újra felfedező revival mozgalom vezető alakjainak.
Németh László (más néven „Fritz”) arra a kérdésre, hogy mi a titka annak, hogy a VHK rajongótábora újra és újra megújul, generációkon keresztül a következőt válaszolta: „Grandpierre Atilla. Nem vicc. Minket is ő tart életben. Ő a mi titkunk. Az ő titka pedig mi vagyunk”. Molnár Lajos („Lujo”) elmondása szerint Grandpierre Atillának „ugyanolyan átütő a személyisége, pontosabban a kisugárzása, mint David Bowie-nak, Iggy Popnak, vagy Johnny Rottennek”. Para-Kovács Imre, független újságíró 2011. január 28-án úgy jellemezte Grandpierre Atillát, hogy amíg a mikrofon mögé tud állni, addig a zenekar üzenete nem változik meg, egy korábbi kérdésre válaszolva pedig kifejtette azon véleményét, miszerint „Grandpierre Atilla akkora távlatokban gondolkodik, hogy a kereszténységre anblokk úgy tekint, mint az emberiség egy modern, rövid kifutású zsákutcájára”.

## Díjai, elismerései
- 2012 – Párhuzamos Kultúráért díj[2]